# Бірлік (Єнбекшиказахський район)
Бірлі́к (каз. Бірлік) — село у складі Єнбекшиказахського району Алматинської області Казахстану. Входить до складу Балтабайського сільського округу.
Населення — 1319 осіб (2021; 1260 у 2009, 1085 у 1999, 1106 у 1989).